# Silberlachs
Der Silberlachs oder Coho-Lachs (Oncorhynchus kisutch) ist ein anadromer Fisch aus der Gattung der Pazifischen Lachse.

## Merkmale
Der Silberlachs wird bis zu 100 cm lang und erreicht Gewichte bis 10 kg. Im Meer lebend weisen beide Geschlechter vergleichbare Färbungen auf. Sie sind am ganzen Körper silbergrau (nur der Bauch ist weiß) und weisen schwarze Punkte an Rücken und der oberen Schwanzflosse auf. Wenn die Lachse zur Laichzeit in Süßwasserflüsse aufsteigen, verfärben sie sich. Die Seiten werden rötlich, bei Männchen auch der Bauch. Zudem ändert sich die Grundfärbung von silbergrau zu braun. Männchen entwickeln zudem sogenannte Laichhaken.

## Verbreitung
Der Silberlachs kommt an der Pazifikküste Nordamerikas und Nordasiens vor. Er bewohnt zudem das nördliche Polarmeer. Während der Laichwanderung ist der Silberlachs auch in Süßwasserflüssen zu finden, die in den Nordpazifik münden. Er wurde zudem in den Großen Seen der USA und Kanada sowie im Norden Frankreichs eingeführt.

## Lebensweise
Erwachsene Silberlachse leben im küstennahen Meer. Nach Erreichen der Geschlechtsreife steigen sie in die Flüsse auf, in denen sie geboren wurden. Dort verrichten sie auf kiesigem Untergrund ihr Laichgeschäft, indem sie Laichgruben schlagen. Nach dem Ablaichen verenden die Tiere. Die Jungfische schlüpfen dementsprechend im Süßwasser, wo sie noch ein bis drei Jahre verbringen. Danach wandern sie ins Meer ab, wo sie nochmals mehrere Jahre verbringen, bevor sie als Laichtiere wieder in die Flüsse aufsteigen.
Es gibt zwei unterschiedliche Typen von männlichen Silberlachsen, die sich in ihrem Phänotyp und Verhalten unterscheiden. Zum einen die Jacks, welche nach zwei Jahren geschlechtsreif und kleiner als die Hakennasen sind. Sie schleichen sich zwischen Felsen und Schutt, ohne mit anderen männlichen Artgenossen zu kämpfen, an die Laichplätze und befruchten den Laich, welcher gleichzeitig durch das Weibchen gelegt wird. Hakennasen hingegen sind erst nach drei Jahren geschlechtsreif, deutlich größer und kämpfen überwiegend mit anderen Hakennasen um die Befruchtung des Laichs. Es wurde herausgefunden, dass die Jacks negativ frequenzabhängig gegenüber den Hakennasen sind, denn wenn es mehr Jacks gibt, wären manche aufgrund begrenzter Anzahl an Möglichkeiten zum Schleichen (Felsen, Schutt) gezwungen um die Befruchtung mit Hakennasen zu kämpfen, wobei sie aufgrund der Größe deutlich im Nachteil wären und somit nicht in die Nähe der Weibchen kämen. Somit ist es für die Jacks vorteilhaft, wenn es anteilig nur wenige von ihnen gibt. Männliche Silberlachse mit einer mittleren Größe sind hingegen im Nachteil sowohl gegenüber den kleinen Jacks (besser im Schleichen) als auch den großen Hakennasen (besser im Kämpfen), weswegen die Aufspaltung der Männchen nach der Körpergröße auf der disruptiven Selektion beruht.

## Nutzung
Silberlachse sind beliebte Speisefische. Allerdings sind praktisch sämtliche Wildbestände überfischt, weshalb sie seit einiger Zeit in Aquakulturen gezüchtet werden.